# 2015年カナダ総選挙
2015年カナダ連邦議会選挙は、北米に位置するカナダの立法府である庶民院（以下、下院）を構成する議員を選出するため行われる第42回総選挙で、2015年10月19日に投票が行われた。

## 概要
8月2日に下院が解散されたことに伴って実施された。選挙では、カナダ経済が低迷を続ける中、スティーヴン・ハーパー首相が進めてきた経済政策に対する是非が主な争点となった他、野党の新民主党や自由党がどこまで議席を伸ばすのかも注目された。

## 基礎データ
カナダにおける下院の解散は通常、総選挙の5週間前に行われるが、今回は11週間の前倒しとなった。この背景として、与党である保守党が豊富な資金力を背景に劣勢挽回を図る狙いが指摘されている。
- 選挙形態：議会選挙
- 議員定数：338名（前回より30名増）
- 選挙権：18歳以上のカナダ国民
- 被選挙権：18歳以上のカナダ国民
- 選挙制度：完全小選挙区制
- 不在者投票制度：以下の条件に該当する有権に対しては特別投票制度がある。

1. 国外に5年以上続けて居住し、選挙権を有するもので且つ、カナダに戻る意思のある者
2. 国内に居住しているものの、遠隔地に住んでおり、投票所が遠いなどの事情があって投票日に投票所に行けない者
3. カナダ国外に旅行や商用などで滞在中の者

## 主要政党
選挙前、カナダ下院において議席を有していた政党について紹介する。
- カナダ保守党（CPC）：2003年12月、カナダ同盟と進歩保守党が合同して結成された中道右派・保守主義の政党。
- 新民主党（NDP）：1961年に結成された中道左派・社会民主主義の政党。
- カナダ自由党（LIB）：1861年に結成された中道左派・自由主義の政党。
- ブロック・ケベコワ（BQ）：1991年に結成されたケベック州の地域政党。フランス系移民が多数を占めるケベック州の権益を代表。
- カナダ緑の党（Green）：1983年11月に結成された環境保護政党。
- 力と民主（Strength in Democracy）：2014年10月にBQとNDPをそれぞれ離党した議員によって結成された政党[5]。

## 結果
2006年に下野して以来党勢が低迷していたカナダ自由党は、2013年に党首となったジャスティン・トルドー（ピエール・トルドー元首相の息子）の元で支持率を伸ばしていたが、この選挙では150も議席を伸ばして圧勝し、単独で過半数を奪回した。一方、保守党は99議席に議席を減らして野党に転落し、前回総選挙で自由党に代わって野党第1党となった新民主党は59議席も議席を減らして44議席となり、野党第2党に後退した。これによって、政権が保守党から自由党に交代し、ジャスティン・トルドーが新首相になる見込みとなった。2016年4月10日に、新民主党のトーマス・マルケア党首が惨敗の責任を取り辞任すると表明した。
| 政党（party）                        | 獲得議席 | 得票数    | 得票率 |
| ------------------------------------ | -------- | --------- | ------ |
| 自由党（Liberal）                    | 184      | 6,928,514 | 39.5%  |
| 保守党（Conservative Party）         | 99       | 5,597,565 | 31.9%  |
| 新民主党（New Democrat）             | 44       | 3,460,288 | 19.7%  |
| ブロック・ケベコワ（Bloc Québécois） | 10       | 818,652   | 4.7%   |
| 緑の党（Green Party）                | 1        | 605,637   | 3.5%   |

| 州名                           | 定数 | 党派 | 党派 | 党派   | 党派 | 党派 |
| 州名                           | 定数 | 自由 | 保守 | 新民主 | ケベ | 緑   |
|                                | 338  | 184  | 99   | 44     | 10   | 1    |
| ------------------------------ | ---- | ---- | ---- | ------ | ---- | ---- |
| ブリティシュコロンビア         | 42   | 17   | 10   | 14     | -    | 1    |
| アルバータ                     | 34   | 4    | 29   | 1      | -    | 0    |
| サスカチュワン                 | 14   | 1    | 10   | 3      | -    | 0    |
| マニトバ                       | 14   | 7    | 5    | 2      | -    | 0    |
| オンタリオ                     | 121  | 80   | 33   | 8      | -    | 0    |
| ケベック                       | 78   | 40   | 12   | 16     | 10   | 0    |
| ニューブランズウィック         | 10   | 10   | 0    | 0      | -    | 0    |
| ノバスコシア                   | 11   | 11   | 0    | 0      | -    | 0    |
| プリンスエドワードアイランド   | 4    | 4    | 0    | 0      | -    | 0    |
| ニューファンドランドラブラドル | 7    | 7    | 0    | 0      | -    | 0    |
| ユーコン                       | 1    | 1    | 0    | 0      | -    | 0    |
| ノースウェスト                 | 1    | 1    | 0    | 0      | -    | 0    |
| ヌナブト                       | 1    | 1    | 0    | 0      | -    | 0    |